# García Guerra
Frère García Guerra (c. 1547, Fromesta, Palencia, Espagne—22 février 1612, Mexico), Archevêque de Mexico et vice-roi de Nouvelle-Espagne. Il est archevêque de Mexico depuis le 3 décembre 1607 puis archevêque et vice-roi depuis le 19 juin 1611 jusqu'à sa mort en 1612.
Il entre dans les ordres au monastère des Dominicains de San Pablo de Valladolid, où il devient prieur puis supérieur de la province. Le 29 octobre 1607, Philippe III le nomme archevêque de Mexico.

## Archevêque de Mexico
En 1611 une lettre d'Espagne arrive à Mexico ordonnant au vice-roi, Luis de Velasco de rentrer dans la mère patrie pour prendre en charge le Conseil des Indes, et à García Guerra de remplacer le vice-roi. La lettre stipule que Velasco reste à la tête du gouvernement de la Nouvelle-Espagne jusqu'à son départ. Velasco quitte Mexico le 10 juin et l'archevêque Guerra se retire à Tacubaya (es)  pour y attendre la nouvelle de son embarquement à Veracruz.

## Vice-roi de Nouvelle-Espagne
La nouvelle arrive le 18 juin et le jour suivant Guerra fait son entrée solennelle dans la capitale. Il est monté comme un fougueux étalon, sous un baldaquin porté par les conseillers de la ville, à pieds, et vêtus de velours pourpre. Pour accompagner l'archevêque, on trouve les membres de l'Audiencia et de tribunaux, les officiels du royaume, les nobles et les plus riches résidents de la colonie. La procession s'arrête d'abord à la cathédrale, où un solennel Te Deum est chanté, puis arrive au palais vice-royal, où Guerra prend officiellement ses fonctions. Comme vice-roi, il tente de lever des fonds pour améliorer le système de drainage de Mexico et de convaincre les colons espagnols de rendre des terres aux indiens. Son premier objectif est un échec. Il reçoit un rapport scientifique du fameux mathématicien Ildefonso Arias indiquant que le projet ne peut réussir à cause de la liaison étroite du sous-sol avec le Río Acolhuacán. Son second objectif n'est guère plus fructueux, à cause de son peu d'expérience en tant que vice-roi et de la forte opposition des propriétaires des encomiendas et des latifundiums.
Le 10 août 1611, un tremblement de terre cause des dommages importants dans la capitale et quelques dommages dans les provinces. Peu après être devenu vice-roi, Guerra s'est blessé en descendant de son carrosse. Il subit une opération sans succès et meurt en 1612. Il est enterré en grande pompe en la cathédrale de Mexico. Après sa mort, l'Audiencia assume le gouvernement en attendant l'arrivée de son remplaçant. Quelques jours après, l'Audiencia met en échec une conspiration de Nègres, pendant vingt-neuf hommes et quatre femmes.